# Dietmar Findeisen
Dietmar Findeisen (* 9. März 1935 in Chemnitz; † 28. Februar 2024 in Berlin) war ein deutscher Maschinenbau-Ingenieur. Er war Hochschullehrer an der Technischen Universität Berlin.

## Leben
Findeisen studierte Allgemeinen Maschinenbau an der Technischen Hochschule Hannover und promovierte dort 1974 zum Dr. Ing. Er war Leiter der Fachgruppe Wissenschaftlicher Gerätebau in der Bundesanstalt für Materialforschung und -prüfung (BAM) in Berlin. 1976 bis 2001 Lehrtätigkeit an der TU Berlin, dort 1984 Habilitation am Fachbereich Konstruktion und Fertigung,  Ernennung zum Außerplanmäßigen Professor 1989, sowie Lehrauftrag „Ölhydraulik und Pneumatik“ an der TU Berlin von 1995 bis zur Pensionierung 2001. Seine Forschungsgebiete umfassen die Systemtheorie und Schwingungstechnik, die komplexe Leistungstheorie sowie geregelte mechanische und hydraulische Antriebe in Schwingprüfmaschinen.
Fibndeisen starb Ende Februar 2024 in Berlin. Sein Grab findet er auf dem städtischen Friedhof Stubenrauchstraße.

## Publikationen (Auswahl)
- Ölhydraulik. Handbuch für die hydrostatische Leistungsübertragung in der Fluidtechnik. 5., neu bearb. Auflage. Springer, Berlin / Heidelberg / New York 2006, ISBN 3-540-23880-8.
- System dynamics and mechanical vibrations. Springer, Berlin 2000, ISBN 3-540-67144-7.
- Dynamisches System Schwingprüfmaschine: Vergleich verschiedener Systemvarianten. VDI-Verlag, Düsseldorf 1974.